# Artistique-Weltmeisterschaft 1939

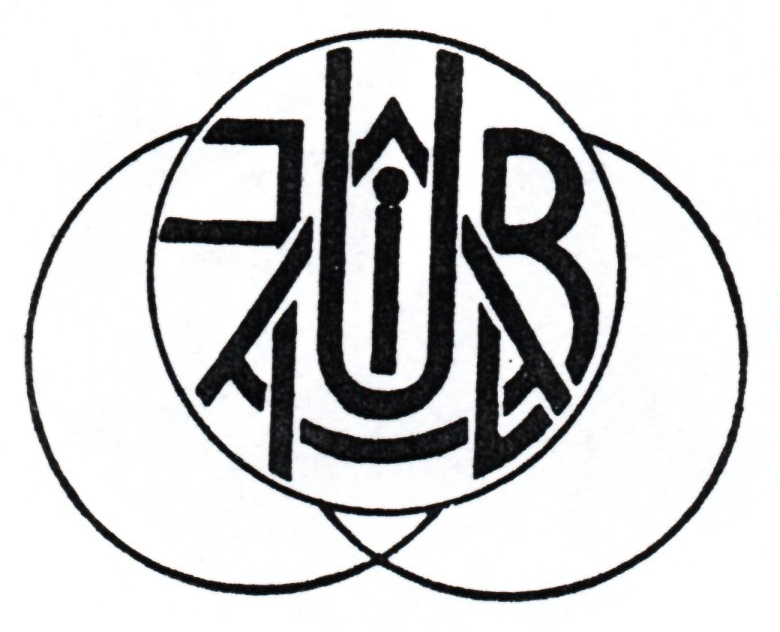
Logo UIFAB (ausrichtender Verband)

Veranstaltungsort: Marseille

Die Billard-Artistique-Weltmeisterschaft 1939 war das zweite Turnier in dieser Disziplin des Karambolagebillards und fand vom 4. bis zum 7. Mai 1939 in Marseille statt.

## Geschichte
Neuer Artistique-Weltmeister wurde in Marseille der erst 17-jährige Belgier René Vingerhoedt. Damit ist er der jüngste Billardweltmeister aller Zeiten. Platz zwei belegte sein Landsmann Edouard van de Kerckhove vor dem Franzosen Richard Kron.

## Modus
Gespielt wurden 64 verschiedene Figuren mit verschiedenen Punktewertungen. Jeder Teilnehmer hatte pro Figur vier Versuche. Die maximale Punktzahl betrug 500 Punkte.

Gewertet wurde wie folgt:
1. Punkte = Erzielte Punkte
2. Versuche = Anzahl der gespielten Versuche
3. gelöste Figuren = gelöste Figuren
4. HS = Punkte der nacheinander gelösten Figuren

## Abschlusstabelle
| Platz                        | Name                     | Punkte | Versuche | gel. Figuren | HS |
| ---------------------------- | ------------------------ | ------ | -------- | ------------ | -- |
| 1                            | René Vingerhoedt         | 196    | 215      | 26           | 32 |
| 2                            | Edouard van de Kerckhove | 189    | 226      | 26           | 41 |
| 3                            | Richard Kron             | 160    | 220      | 23           | 33 |
| 4                            | Roger Hanoun             | 137    | 235      | 18           | 19 |
| 5                            | Arie Bos                 | 115    | 220      | 16           | 31 |
| Turnierdurchschnitt: 31,88 % |                          |        |          |              |    |